# Commune fusionnée de Rhénanie-Palatinat
 (mars 2025).
Si vous disposez d'ouvrages ou d'articles de référence ou si vous connaissez des sites web de qualité traitant du thème abordé ici, merci de compléter l'article en donnant les références utiles à sa vérifiabilité et en les liant à la section « Notes et références ».
 (mars 2025).
La mise en forme du texte ne suit pas les recommandations de Wikipédia : il faut le « wikifier ».
Les points d'amélioration suivants sont les cas les plus fréquents. Le détail des points à revoir est peut-être précisé sur la page de discussion.
- Les titres sont pré-formatés par le logiciel. Ils ne sont ni en capitales, ni en gras.
- Le texte ne doit pas être écrit en capitales (les noms de famille non plus), ni en gras, ni en italique, ni en « petit »…
- Le gras n'est utilisé que pour surligner le titre de l'article dans l'introduction, une seule fois.
- L'italique est rarement utilisé : mots en langue étrangère, titres d'œuvres, noms de bateaux, etc.
- Les citations ne sont pas en italique mais en corps de texte normal. Elles sont entourées par des guillemets français : « et ».
- Les listes à puces sont à éviter, des paragraphes rédigés étant largement préférés. Les tableaux sont à réserver à la présentation de données structurées (résultats, etc.).
- Les appels de note de bas de page (petits chiffres en exposant, introduits par l'outil «  Source ») sont à placer entre la fin de phrase et le point final[comme ça].
- Les liens internes (vers d'autres articles de Wikipédia) sont à choisir avec parcimonie. Créez des liens vers des articles approfondissant le sujet. Les termes génériques sans rapport avec le sujet sont à éviter, ainsi que les répétitions de liens vers un même terme.
- Les liens externes sont à placer uniquement dans une section « Liens externes », à la fin de l'article. Ces liens sont à choisir avec parcimonie suivant les règles définies. Si un lien sert de source à l'article, son insertion dans le texte est à faire par les notes de bas de page.
- La présentation des références doit suivre les conventions bibliographiques. Il est recommandé d'utiliser les modèles {{Ouvrage}}, {{Chapitre}}, {{Article}}, {{Lien web}} et/ou {{Bibliographie}}. Le mode d'édition visuel peut mettre en forme automatiquement les références.
- Insérer une infobox (cadre d'informations à droite) n'est pas obligatoire pour parachever la mise en page.

Pour une aide détaillée, merci de consulter Aide:Wikification.
Si vous pensez que ces points ont été résolus, vous pouvez retirer ce bandeau et améliorer la mise en forme d'un autre article.
Pour les articles homonymes, voir commune fusionnée.
Les communes fusionnées (Verbandsgemeinde) sont des collectivités territoriales particulières au land de Rhénanie-Palatinat en Allemagne regroupant plusieurs communes juridiquement indépendantes. Il s'agit d'une collectivité administrative rassemblant plusieurs communes au sein d'une nouvelle collectivité territoriale, la commune fusionnée, pour traiter en commun leurs devoirs administratifs.
Les communes fusionnées ont des responsabilités spécifiques, décrites dans l'organisation communale de Rhénanie-Palatinat dont celles du système scolaire, de l'organisation du corps des pompiers, de la création et l'entretien des espaces sportifs et de loisir, de l'approvisionnement en eau potable et du traitement des eaux usées.
Chaque commune fusionnée possède une représentation élue, le Conseil communal de la commune fusionnée (Verbandsgemeinderat) et un bourgmestre professionnel. La commune fusionnée assure les devoirs et les charges à la place de ses communes membres. Le bourgmestre d'une commune fusionnée peut aussi être le bourgmestre d'une des communes membres (§71 organisation communale du Rhénanie-Palatinat).
Chaque commune membre possède également une représentation propre, le Conseil communal (Ortsgemeinderat) et un bourgmestre honoraire.
Dans des très petites communes (il existe des communes avec moins de 20 habitants), des "réunions communales" peuvent remplacer l'élection d'un Conseil communal. 
Les Verbandsfreie Städte (villes non fusionnées) ont les mêmes devoirs qu'une commune fusionnée.
Les Verbandsangehörige Städte sont des villes faisant partie d'une commune fusionnée. Très souvent, elles abritent le siège de l'administration et la commune fusionnée porte leur nom.
D'autres Länders en Allemagne possèdent des collectivités territoriales semblables aux communes fusionnées de Rhénanie-Palatinat avec des appellations différentes et parfois d'autres responsabilités.